# Judy Burns
Judy Burns est une scénariste et productrice de télévision américaine

## Filmographie

### Scénariste de séries télévisées
- 1968 : Mission : Impossible : (Saison 3)
- 1968 : Star Trek
- 1970 : Mission : Impossible : (Saison 5)
- 1973 : Toma
- 1973 : L'homme de fer
- 1974 : L'Homme qui valait trois milliards : (Saison 2)
- 1974 : Sur la piste du crime
- 1974 : L'homme de fer
- 1974 : Docteur Marcus Welby
- 1975 : L'Homme qui valait trois milliards : (Saison 3)
- 1976 : Super Jaimie
- 1976 - 1977 : L'Homme qui valait trois milliards : (Saison 4)
- 1976 : Sur la piste des Cheyennes
- 1977 : Wonder Woman : (Saison 2)
- 1978 : The American Girls
- 1979 : Salvage 1
- 1980 : Vegas
- 1980 : L'Île fantastique
- 1981 : Vegas
- 1982 : K 2000
- 1982 : Matthew Star
- 1983 : Magnum : (Saison 4)
- 1984 : Hooker : (Saison 4)
- 1985 : MacGyver : (Saison 1, épisode 4)
- 1987 : Stingray

### Scénariste de web-séries
- 2017 : Star Trek Continues : épisode Still Treads the Shadow

### Productrice de séries télévisées
- 1985 : MacGyver : (Saison 1)
- 1987 : Supercopter
- 1987 : Stingray